# Vẹt yến phụng
Vẹt yến phụng hay đơn giản là yến phụng hay vẹt đuôi dài Úc (Melopsittacus undulatus) là một loài vẹt đuôi dài, ăn hạt thường có biệt danh là budgie, hay trong tiếng Anh Mỹ là parakeet. Vẹt yến phụng là loài duy nhất trong chi Melopsittacus. Về mặt tự nhiên, loài này có màu xanh lục và vàng với các mảng màu đen, hình vỏ sò ở gáy, lưng và cánh. Những con vẹt yến phụng được lai tạo trong điều kiện nuôi nhốt có màu xanh lam, trắng, vàng, xám và thậm chí có cả mào nhỏ. Con non và con tuổi thành niên dị hình giới tính, trong khi con trưởng thành được phân biệt bởi màu sắc và hành vi của chúng.
Nguồn gốc của cái tên "budgie" không rõ ràng. Được ghi nhận lần đầu tiên vào năm 1805, vẹt yến phụng là vật nuôi phổ biến trên khắp thế giới do kích thước nhỏ, giá thành rẻ và khả năng bắt chước giọng nói của con người. Chúng là vật nuôi phổ biến thứ ba trên thế giới, sau chó và mèo đã được thuần hóa. Vẹt yến phụng là loài vẹt đuôi dài du mục được nuôi nhốt từ thế kỷ 19. Trong cả môi trường nuôi nhốt và hoang dã, vẹt yến phụng sinh sản theo cơ hội và theo cặp.
Nó được tìm thấy hoang dã trên khắp các vùng khô hạn của Úc, nơi nó đã tồn tại trong điều kiện khắc nghiệt trong đất liền trong hơn 5 triệu năm. Sự thành công của nó có thể là nhờ lối sống du mục và khả năng sinh sản khi đang di chuyển. Budgerigar có quan hệ họ hàng gần với loài vẹt lori và vẹt fig.